# Schlacht von Pelekanon
Die Schlacht von Pelekanon (auch unter der latinisierten Form Schlacht von Pelecanum bekannt) fand am 10. und 11. Juni 1329 zwischen einem byzantinischen Stoßtrupp unter Andronikos III. und einer osmanischen Armee unter Orhan I. statt. Die byzantinische Armee wurde besiegt, danach erfolgte von byzantinischer Seite kein Versuch mehr, die kleinasiatischen Städte vor den Osmanen zu schützen.

## Schlacht
Bei der Thronbesteigung des Andronikos im Jahr 1328 waren die kleinasiatischen Besitzungen des byzantinischen Reiches auf einige verstreute Außenposten entlang der Ägäis und einen kleinen Streifen um Nikomedia geschrumpft. Die Hauptstadt Konstantinopel befand sich also nur noch etwa 150 km vom türkischen Herrschaftsbereich entfernt. Andronikos entschied sich die Städte Nikomedia und Nikäa aus der türkischen Umklammerung zu befreien.
Zusammen mit dem Megas Domestikos Johannes Katakouzenos führte Andronikos eine Armee von etwa 4.000 Soldaten (also dem gesamten anatolischen Aufgebot des Reiches) entlang des Marmarameers in Richtung Nikomedia. Bei Pelekanon blockierte eine türkische Armee ihren Weg. Teile der beiden Armeen wurden in Gefechte verwickelt und die Türken wurden zum Rückzug gezwungen. Der Großteil der türkischen Armee zog sich aber nur in die Hügel nördlich von Pelekanon zurück und Andronikos konnte nicht weitermarschieren, solange die Armee nicht geschlagen war. In weiteren Gefechten wurde der Kaiser leicht verwundet. Ein Gerücht verbreitete sich, der Kaiser sei tödlich getroffen, was zu einer Panik führte. Die Türken griffen die Byzantiner nun abermals an und bereitete ihnen schwere Verluste, bis der Megas Domestikos den Rückzug auf dem Seeweg nach Konstantinopel organisieren konnte.

## Folgen
Der Feldzug zum Entsatz der belagerten byzantinischen Besitzungen wurde abgebrochen. Nie wieder sollten die Byzantiner einen Angriff auf asiatisches Territorium unternehmen. Die alten Städte Nikomedia und Nikäa wurden nicht geschützt und fielen wenig später an die Osmanen.